# 日本語の一人称代名詞
日本語の一人称代名詞は、日本語において、一人称すなわち話し手を指す代名詞である。印欧語など他の多くの言語と異なり、現代日本語には文法的に名詞とはっきり区別される代名詞がなく、様々な語が一人称代名詞として使われ、それぞれ文体や立場が異なる。人称代名詞とは何かについては議論の分かれるところである。この記事の中には人称代名詞とは考えられないようなものもあるが、敢えてその議論は避けて記載している。人称代名詞でないものを含めれば、英語でも the writer （筆者）、 this study （当研究）、our company（当社）など、文法上の一人称代名詞でない語句が意味の上で話し手・書き手を指すことがある。

## 役割語
フィクション、特に漫画やアニメの脇役の一人称代名詞は、役割語であることが多い。このため現実には使われないような代名詞もある。
少年漫画の主人公の一人称代名詞は、当初は「僕」であったが、1960年代後半の『巨人の星』や『あしたのジョー』などから「俺」が主流になった。ヒーロー像がエリート少年から野性的な少年に変わったためと考えられる。
また一人称が発話者自身の役割を示す役割語でもあることから、複数ある一人称からいずれを選ぶかは発話者自身による個性の主張であると同時に自身の役割の主張でもある。逆に、自我が形成され自身の役割に関して悩み多い思春期には、一人称に何を用いるかについて悩む場合がある。特に前述の少年漫画の主人公の一人称が変わった頃は、その影響を受けた少年にとって「僕」を用いることはそれ以前のヒーロー像である「目上の人に従順な良い子」であることを主張していることになり、反抗期の特性としてこれから脱却したい。さりとて「俺」を用いることは自身で自身を少年漫画のヒーローの役割であると主張することとなり、それは他者からの嘲笑を誘うのではないか、と悩む場合があった。

## 一人称と二人称
日本語では、一人称が二人称に転用される事が多い。例えば、「自分」は一人称として用いられる例が各地にあるが、近畿地方では二人称としても多用されている。東北地方の一部では「我」の古い言いかたと思われる「わ」が一人称としても二人称としても用いられている。
ちなみに、一人称の謙譲表現に用いられる「手前（てまえ）」が訛った「てめえ」は、現在では主に東日本方言において相手を罵るときに用いられる言葉になっている。

## 一人称単数代名詞の一覧
以下にあげたもの以外にも日本人が使用する一人称は存在しており、どれだけの語が一人称になっているかは、未だにわかっておらず、正確な数は把握されていない。日本語は一人称となる語が最も多い言語と言われるが、実際に最多か否かも把握されていないのが実情である。

### 公的表現

#### 私（わたし）
日本人が最も多く使用する一人称である。わたくしのくだけた言い方。近世以降にわたくしのくが省略されたわたしが女性を中心に見られるようになった。現在では男女ともに使用する。公の場ではたとえ男性であっても自分のことをわたし、もしくはわたくしと言うのが礼儀とされている。女性が常用する場合は「あたし」「うち」とは異なり、やや真面目な女性の言葉とされている。
ただし「わたくし」の古くからある関西では、このような私的（個人的）な人称は避けることが良いとされ、社会的には「わたくし」そのものを敬称と見なしてはいない。
かつての常用漢字表では「私」の訓読みは「わたくし」のみが認められていたため、公用文や放送用語では「わたし」はひらがなで表記することになっていたが、2010年の常用漢字表改定で「わたし」という訓読みも認められるようになった。
なお、活字媒体などで東北方言を表現する際、「わだす」「あだす」「わす」のような一人称が用いられることがあるが、話者自身は「わたし」または「あたし」や「わし」と発言しているのであり、一人称のバリエーションではなくあくまで発声のバリエーションである。また、表記としての「わだす」「あだす」「わす」は、共通語話者の立場から聞き取れる音を、共通語の表記体系に無理に当てはめようとしたものであり、実際の東北方言の発音を正確に写し取ったものではない。

### 私的表現

#### 自分（じぶん）
スポーツ選手など、いわゆる体育会系の男性がよく使用する。刑事ドラマ『西部警察』では渡哲也が演じた主人公・大門圭介が用いた。この他にタレントの風見しんごらも用いる。
文章でもしばしば使われる一人称であり、その場合は女性も用いる場合もあるが、改まった文章やビジネス文書では使われない。
近世以降に広く知られるようになった語で、用法としては「おのれ」に近いものである。関西圏では「自分」を二人称でも用いる（「てめえ」「おのれ」「われ」の用法変化と相似）。
国語審議会は『「じぶん」を「わたし」の意味に使うことは避けたい』と表している。大日本帝国陸軍では一人称を「自分」とすることが推奨されたが、自衛隊では任官時の服務の宣誓に代表されるように「私」を使用することが推奨されている。

#### 僕（ぼく）
主に男性が私的な場面で用いるが、フォーマルな場での使用も許容される。男性の謙称であり、字義としては「僕（ボク）」は男の召し使いを指しており、女は「妾（ショウ）」を用いる。僕妾でしもべとめかけ、下男下女。『古事記』において速須佐之男命（スサノオ）や因幡の白兎などがしばしば自分を「僕」と呼んでいる。平安時代頃からの文書では「やつがれ」と訓じられていた。かつて「僕」は謙譲語としての敬意が非常に高かったが、武家教養層などの使用を経て、1860年代には謙譲性の低い語となっていった。1863年、奇兵隊が自称として用いたことが知られている。明治時代になって、書生などが愛用し、広く用いられる語となった。
「ボク」と頭高型アクセントで読む人と、「ボク」と平板型アクセントで読む人がいるが、共通語では前者が遙かに優勢である。
男児に対する二人称として使われることがあるのは、「手前」「自分」と同様の変化によるものである。

#### 俺（おれ）
多くは男性に使用されている。「俺」の方が「僕」よりも傲慢というとらえ方をしている人が多く、もっぱら私的もしくは俗において通用しており、公の場での使用は憚られる傾向にある。
江戸時代に百姓言葉として多く使われた。明治以降になると共通語では女性の使用者は少なくなったが、東北地方を中心に方言では根強く残っている。愛知県西三河地方でも農業地区では女性の一人称として今日に至っても使用されている事例がある。
また、アクセントは平板型（「れ」の方が高く、それとほぼ同じ音高で後の語が開始する）が一般的であるが、一部地域（例として静岡県静岡市や静岡県志太地域など）では複数形「おら」のアクセントに同調して頭高型で使用される例もある。
「俺」という字は長らく常用漢字になかったが、2010年の常用漢字表改定で追加された。追加する字を決める際、「品がない言葉」「公の場で使うべきでない」として反対する意見もあったが、最終的に追加された。

#### 俺様（おれさま）
「俺」を高慢にした表現。「あいつは俺様な奴だから」などと他者から揶揄・批判される場合で使用される場合が多く、創作の世界を除くと実際に自称として用いられる事は少ない。

#### 儂、私（わし）
主に西日本を中心に用いられる。愛知県・岐阜県・北陸地方以西の西日本各地で、おもに成人男性が用いる。子供や若者でも使うことがあるが、近年はメディアの影響から、若い世代を中心に「俺」も使われるようになってきた。一部地域では（主に高齢層で）女性が使う場合もあり、例えば愛知県の一部では「わたし」の「た」の音が抜けたような「わっし」に近い発音で女性が用いる。
常用している著名人としては川藤幸三、小林よしのり、井脇ノブ子、大悟、ヒコロヒーの他、達川光男、石崎信弘、木村和司ら広島県人がいる。そのほか、力士や政治家にも常用者が多い。社会的立場に関係なく用いることばであるが、小説など創作の世界では老人や武士の一人称とされることがある。

#### あたし
「わたし」のくだけた表現。日本の多くの女性は「わたし」かこの「あたし」を使うが、改まった場では「わたし」ときちんと発音すべきとされている。かつての東京では職人や商人の男性が好んで使い、現代でも落語家が使用する場合もある。　陽キャなギャルがよく使う

#### あたくし
「わたくし」のくだけた表現。創作の世界では高慢な女性の一人称として用いられるが、実際の日常生活で聞くことは少ない。伝統的な東京方言では通常の改まった一人称として男女とも使用した表現であり、特に落語家の桂歌丸は一人称を終生この言葉で通した。

#### あたい
「あたし」のさらにくだけた表現で、主に蓮っ葉な女性が使う。現在では稀だが、創作の世界では見られる。かつて、鹿児島方言などにも見られた。著名人では中島みゆきが使うことがある。

#### あーし
「あたし」のさらにくだけた表現で、ギャル語的性質を含む。現代においては「あたい」よりもメジャーな表現となっている。

#### わえ
我（吾）のくだけた「わえ、わえら」などが各地の方言として使われる。瀬戸内海周辺地のほか、南島から北日本北部などにも見られ、それらの地域では男女とも使用する一人称である。二人称に用いる地域もある。

#### わて
近世末期以降の近畿地方で用いる表現。「わたし」から変化した「わたい」がくだけたもの。男女とも使用し、京都などでは「わて」がさらにくだけて「あて」とも言った。現在の近畿地方では落語の世界や高齢層を除いてほぼ死語となったが、創作の世界では関西の一人称としてしばしば用いられる。

#### わい、ワイ
「わし」がくだけたもので、専ら男性語。近世末期以降の近畿地方で見られるほか、青森県の下北地方では、男女共に「わい」を用いる。東京式アクセントの話者には、「わい」を「猥」や「賄」などの語に聞き取り、不快な印象を持つ者の割合が多い。また九州地方、特に長崎においては、一人称として「おい」を使用する場合、「わい」を二人称として用いることが多いため、注意が必要である。

#### うち
所有格としては全国一般で男女関係なく用いられるが、一人称主格としては西日本を中心に主に女性語として用いられてきた。九州の豊日方言地域など男女関係なく用いる地域もある。京都では「うちら」は男性語でもある。21世紀になると、低年齢層の女性において日本全体で使われるようになり、使用者が年齢を重ねるにつれてその使用層も増えている。なお、関西弁では「う」にアクセントがあるが、中国地方では「ち」にアクセントがある。

#### 俺等（おいら）
主に関東地方の男性が使用する。複数形「おれら」のくだけた表現であるが、転じてかわいこぶるときに使用する例もある。単数複数どちらの扱いにも使われる。
著名人では西村博之、ビートたけしなどが使用している。

#### おら（俺ら） おらさま
江戸時代の百姓言葉だが使用されるのは主に関東地方以北で、かつては女性も用いた。現代では「俺ら（おら）東京さ行ぐだ」という歌詞にもあるように、役割語として扱われる場合がある。特に北海道南部や青森県などの東北地方や、富山県周辺の中部地方では平板型アクセント（「ら」が高い）となる。単数か複数かは地方各地のアクセントや使いかたによって異なる。
昭和初期の首相・陸軍大将の田中義一は山口県出身だが、一人称が「おら」だったことから「おらが大将」といわれた。
『モンスターストライク』のオラゴンは、この一人称に様付けをしている。
『クレヨンしんちゃん』の主人公・野原しんのすけは、埼玉県在住の5歳児だが、秋田県人の祖父の影響を受け、この一人称を一貫して使っている。

#### おい、おいどん
九州、特に南九州地方の男性が使う。「おれ」「おり」の変型。「おいどん」は年配の男性（戦前生まれの中では女性も）が使う。松本零士の作品『男おいどん』で知名度が上がった。長崎市出身の福山雅治も地元では「おい」を使う。
全国的には「きみ」「お前」の意味の二人称でも使われる。「おい!こら!」は喧嘩などの威嚇で使われるが、明治初期に薩摩出身の警官が多かったことから普及した。

#### うら
北陸方言（福井県、石川県など）や東海東山方言（ナヤシ方言）で、主に男性が使う。昔は女性も使っていた。

#### わ、わー
古代からあった人称代名詞とみられ、北海道南部の沿岸や津軽方言では男女の区別なく使われる。伊予では主に年配の男性が使い、二人称で使われることも同等にある。北陸方言では濁音によって人称を使い分ける。他に沖縄方言（ウチナーグチ）などでの一人称では主に男性が使う。

#### ぼくちゃん、ぼくちん
主に男性が使用する。大抵はかわいこぶったり、ふざけたりして使う。『笑点』に出演した三遊亭小圓遊がふざけて使用した。

#### おれっち
「俺」の変型で江戸っ子言葉。江戸っ子は「おれたち」「おれら」という俺の複数称を単数称にも使い、「おれら」が崩れたのが「おいら」であり「おれたち」が崩れたのが「おれっち」であるという。現在では静岡県中部地区を中心に使われている。

#### おりゃあ・ぼかぁ・わたしゃ・あたしゃ・わしゃあ・おらぁ
一人称+「は」を崩した表現で「ゃあ」や「ぁ」を既成の一人称につけ足す表現がある。山本五十六はプライベートでは「おらぁ」と自称することが多かったと言われている。

#### ミー
英語の目的格一人称であるmeを借用したもの。小笠原諸島で話されていた日本語（八丈方言）と英語のクレオール言語である小笠原方言で使われていた（小笠原方言では、英語の主格一人称であるIは用いられなかった）。
フィクション作品などでは、外国かぶれのキャラクターが使う例がある。
僕(やつがれ)
文豪ストレイドッグスより、芥川龍之介の一人称。ファンの中では、「やつがれ」、「がれ」などと呼ばれている。

### ビジネス文書

#### 当方（とうほう）
話者本人及び、話者の属している場所、団体などを含めて言われる場合が多い。ビジネスなど、比較的改まった場で使用される。

#### 下名（かめい）
自分をへりくだっていう語。相手が目上でも目下でも使える表現とされる。

### 職業

#### 本官・小官
警察官、士官、裁判官、事務次官等の官職にある者が自分を指す言葉。たとえば第1回帝国議会における山縣有朋首相の施政方針演説の一人称が「本官」であった（山縣は陸軍大将だったので前記の「士官」に該当する）。現在ではほとんど用いられなくなっているが、フィクションにおいて警官などが用いることはある。小官は謙譲語。

#### 本職・小職
公務員が職務において用いる。例えば、供述調書では録取者である検察官や警察官などを示す定型語として「本職」が用いられる。小職は謙譲語。小職に関して、民間企業の人間が「小職」を使うのは本来間違いであるが、昨今一般的な表現になっている。英語でも裁判官は I や we の使用を避け、受動態で表して意味上の主語をぼかすか、the court （当法廷）などで言い換える。

#### 当職・弊職
一定の職務にある者が当該職務において用いる。弁護士、弁理士、司法書士等の専門職が用いることが多い。弊職は謙譲語。

#### 愚僧（ぐそう）、拙僧（せっそう）、愚禿（ぐとく）
僧侶がへりくだった言い方。「愚禿」は特に親鸞が多用したことで有名。

### 団体・組織

#### 当○・弊○（まれに小社-会社の場合）
「当社」「弊社」（会社または神社）、「当行」「弊行」（銀行）、「当法人」「弊法人」（監査法人など）、「当組合」「弊組合」（組合）、「当院」「弊院」（病院・医院）、「当校」「弊校」（学校）など。「弊○」は謙譲語。なお、「当○」は三人称として用いられることもある。

### 無線

#### 当局（とうきょく）
アマチュア無線家同士の会話や文書で使われる。二人称は貴局（ききょく）と言う。本来はアマチュア無線通信における表現であり、送信者が送信局であるため。

#### こちら
アマチュア無線で使用される。通信において自らの名を名乗る場合、「こちら山田」のように表現していたものが由来。これから転じてか、電話や通信の際に「こちら本部」「こちら339便」などのように用いられることもある。英語でも、無線や電話での自己紹介では I am の代わりに、This is が使われる。

### 古式

#### 我輩、吾輩、我が輩、吾が輩（わがはい）
もったいぶった、尊大な表現。『吾輩は猫である』の題名および主人公の一人称として有名である。福田赳夫が使っていた。このほかデーモン閣下も使用している（聖飢魔IIの構成員も使用することがあった）。
フィクションにおいてもクッパやケロロ、セブルス・スネイプなど地位のある男性キャラクターの一人称として多用される。

#### 某（それがし）
中世以降の用法。謙譲の意を示すが、後には尊大の意を示した。主に武士の一人称として用いる。戦国時代などに多く使われた。

#### 朕（ちん）
かつて古代中国において王侯貴族が使っていたが、始皇帝が皇帝のみ使用できる一人称として独占した。それに倣い、日本においても天皇が詔勅や公文書内における一人称として用いた。終戦の玉音放送でも用いられている。しかし、戦後は公式文書や発言の中から朕の使用は徐々になくなり、上皇明仁や今上天皇はわたくしを使用している。ただし、戦前においても朕は文書やその朗読で使われたのみで昭和天皇も口語ではわたしを使用していた（プライベートでは僕）。なお、漢字朕には「兆し」という意味がある。

#### 麻呂・麿（まろ）
古代の日本において男性名に使われていたが（柿本人麻呂、坂上田村麻呂など）、平安時代以後一人称として使用されるようになり、身分や男女を問わずに用いられた。

#### 吾（あ）
奈良時代以前から平安時代まで一人称として使われた。現在では短歌や俳句と言った音数制限のある詩歌で使用される他、南近畿地方などに方言として残る（和歌山弁の「吾がら」など）。それ以外の地域でも地名などに残っているのが見られる（吾妻・我孫子等）。

#### 我・吾（われ・わ）・わが
文部省唱歌の「我は海の子」など。
日本の古くからの一人称であるが、東京などでは口頭には使われず、「我が家」・「我が国」のように、“私の〜”という意味の言葉としてはしばしば用いられる。一方、西日本では一部地域で方言としても見られる。沖縄方言では「我（ワン）」が専ら一人称として用いられた。西日本の一部地方でも「吾（ワレ）」が口頭で用いられる。

#### 己・己れ（おのれ）
「おの」を元にする「自身」をさす反照代名詞であったものを一人称や二人称に用いた。文献にはすでに万葉集などから見られる語であり、平安時代以降に人称代名詞として広まる。二人称では場合によって相手を卑下する意をもった使い方をするが、一人称でもそれと同じく自らを見下げた謙譲の意を含む場合がある。己れ、己ら。古典となる伝記から近世文学など多くのなかで使われているため、全国的には文語として知られているが、近畿地方をはじめ関西の周辺地方では口語として用いられる。

#### 余・予（よ）
平安時代以後使用されるようになった。余・予共に「われ・わ」と訓じる。なお、現在余・予を「あまる」「あらかじめ」とも訓じるのは古来の読みではなく、昭和21年内閣告示第32号『当用漢字表』によって、本来別字である餘（あまる）と余（われ）、豫（あらかじめ）と予（われ）がそれぞれ同字形となったからである。

#### 小生（しょうせい）
主に書面上で用いられ、男性が自分を遜（へりくだ）って使う。現在でも書簡には用いられる。

#### 吾人（ごじん）
かつて書簡や文章で、男性が使用した。岩波文庫巻末の「読書子に寄す」で用いられているのが現代見かける数少ない例である。

#### 迂生（うせい）・愚生（ぐせい)
かつて書簡で、男性が謙称として使用した。

#### 非才（ひさい）・不才（ふさい）・不佞（ふねい）
自らの才をへりくだって使う。主に男性用である。

#### あっし
主に男女を問わず、庶民に多く使用された。「あたし」がさらに崩れた結果、「あっし」になったと考えられている。

#### あちき
様々な地方から集められた遊女達が、お国訛りを隠すために使用した「廓言葉」における一人称として、「あっし」と共に用いられた。さらに、「わちき」「あちし」というのがあるが、これは時代劇などフィクションの中でのみ用いられる。

#### わっち
これも廓言葉として使用された女性の一人称。現在はほとんど使われない。ただし、美濃弁では男女問わず一人称として使われる。岐阜市のコミュニティFM局「FMわっち」の命名もこれに由来する。

#### 妾（わらわ）
女性の謙譲の一人称で、語源は「童（わらわ）」。貴人に近づき奉仕する入れ墨をほどこされた女性・腰元（侍女）。近世では特に武家の女性が用いた。「童」は目の上に入れ墨をされ、重い袋を背負わされた奴隷の意味を表し、転じてわらべの意味をも表す。フィクションにおいては女王や女性貴族などが尊大な演出として使う場合があるが、本来謙譲語でありフィクション固有の用法。

#### 拙者（せっしゃ）・拙僧（せっそう）・拙（せつ）
主に武士、侍、忍者などが自分のことを謙って使用する。僧侶の場合「拙僧」になる。遊び人風に「拙」という場合もある。

#### 身共（みども）
武士階級で、同輩か同輩以下に対して使われた。男性が用いる。複数形としても用いられる。

#### 手前（てまえ）
現在でもビジネスなどで「手前ども」といった形で「こちら」の代わりに使用される。

#### 此方（こなた）、此方人等（こちとら）
此方は話し手に距離、あるいは心理的に近い場所を表し、「こちら」の意。人を直接示すことを無作法とし、曖昧な位置で示そうとする意識に起因する表現である。主に武士階級や公卿・華族の女性が用いた。対応する庶民の無作法な言い方として、此方人等（こちとら）があり、17世紀頃から使われた。単数にも複数にも用いられるが、単数の用法のほうが新しい。

#### 私め（わたしめ）（わたくしめ）
「め」は自分を卑下する接尾辞である。女性の使用人が主人（この場合男女は問わない）に対して使用したり位の低い者が目上の人物に対して使用する事もある。

### インターネットスラング
以下のものは、インターネット上の特に匿名掲示板で用いられることがある。

#### 俺氏（おれし）
「俺」＋敬称の接尾語としての「氏」。

#### 僕君（ぼくくん）
1. 「僕」＋敬称の接尾語としての「君」。
2. 語り手が何かの出来事を回想する中で、誰かから二人称として語り手の名前を呼ばれる描写をする際に用いられる。即ち、回想の中で用いられた二人称について、回想をしている語り手がそれは自分自身の事を表していると示す目的で使われる一人称といえる。

#### 漏れ（もれ）
「俺」（ore）の手前に子音の/m/を付けたもの。「俺も俺も」とキータイプする際の誤変換が由来という説がある。

#### ワイ氏（わいし）
「わい」＋敬称の接尾語としての「氏」。

## 一人称複数代名詞
日本語の人称代名詞において複数形とは、必ずしも複数のみを表わすものであらない。自他や主客の言い分け、話者との待遇上の表現であるなど、使いかたは多用である。

### 〜達（たち）
話者を含んだ複数人称。ニュートラルに使用できるが謙譲語が求められる場で「わたしたち」などを用いることは不適とされる。

### 〜共（ども）
一人称複数の謙譲語として現在では「わたくしども」が標準とされる。
　

### 〜等（ら）
前につく一人称によってニュアンスが異なる。
- 「俺ら」（低位・親しみ）
- 「僕ら」（謙遜・幼さ）
- 「我ら」（改まり・尊大）

など。

### 我々（われわれ）
改まった呼びかたであり、公的なスピーチや責任のある場面での口語に用いられ、人称だけでなく立場を含めて称することが多い。

## 代名詞を使わない一人称
英語でも学術論文などでは、一人称代名詞を避けて三人称の受動態で表現したり、I を the author（筆者）で言い換えたりすることがある。受動態の意味上の主語を表す by 以下の句を省略し、意味上の主語を明示しないこともしばしばである。。

### 話者の名前
主に未成年の女性や幼児が使っている。使い方は、自分の下の名前（または名字）をそのまま呼んだり、言いやすくして省略したり（例：あやか→あや）、自分の名前に「ちゃん」や「くん」や「たん」をつけたりするなど種類は様々である。また、成人の男女が幼児と会話する時に使われる事がある（「○○ちゃん（自分の名前）と遊ぼうか?」など）。水木しげるは生前、自分のことを「水木サン」と呼んだが、老人としては例外的である。
外国語の場合、英語を含めた印欧語族の言語などでは動詞の活用が人称変化したり、人称代名詞の格変化があるといった文法上（文法カテゴリー）の理由から、自分の名前で呼ぶ事は一般的ではないが、幼児（セサミストリートに登場するモンスターの一人であるエルモなど）では見られることがある。一方、東アジアでは特にインドネシア語、ベトナム語の話者によって自分のことを名前で呼ぶことが行われている。かつての中国では、自分の名前を一人称として使用することは相手に対する臣従の意を示していた。たとえば諸葛亮（諸葛孔明）の出師の表では、皇帝にたてまつる文章であるので「臣亮もうす」という書き出しになっており、四庫全書総目提要は全て皇帝への上奏文であるから「臣ら謹んで案ずるに…編纂官、臣○○。臣☓☓。臣△△…」と自らの名（もしくは姓名）の前に「臣」を付けて名乗っている。かつての日本でもその影響で天皇に対する正式の自称は「臣なにがし」であった（戦後の例では吉田茂が1950年代に「臣茂」と言ったことがある）。

### 地位・立場

#### 親族呼称
親族呼称とは「父さん」「母さん」「姉さん」「兄さん」「じいちゃん」「ばあちゃん」「おじさん」「おばさん」などを指す。家族の間で使われる言葉で、子供や孫を中心に据えて家族の自分の立場を表現する。
バリエーションは多彩で頭に「お」を付けたり「さん」の代わりとして「ちゃん」に置き換えたり「父さん」「母さん」のかわりに「パパ」「ママ」、「じいちゃん」「ばあちゃん」の代わりに「じーじ」「ばーば」を使用するなど実に様々である。なお、「お兄さん」「お姉さん」「おじさん」「おばさん」の表現の場合は家族関係でなくても大人が子供に使う表現である。
英語でも小児に対しては、"Dad/Mom will do it."（お父さん（お母さん）がしてあげよう）のように父親（母親）が I の代わりに Dad/Mom を使うことがある。子供が親に対して言うときには二人称として使われるのも日本語と同じである。"Is Dad there?"（お父さんいる？） 

#### 作者
小説作品などでは、その作者が解説として文中に自身の事を「作者」と表記する事がある。特に『羅生門』の文中にも作者である芥川龍之介が使用している。

#### 先生
小・中・高校で教師が児童・生徒に対して使う一人称。特に義務教育の小・中学校において使う教師が多い。たまに名字を含むときもある。また、医療業界でも医師が子供の患者に使用する例がある。親族呼称の延長と考えられる。

#### 編集子、筆者
編集子（へんしゅうし）や筆者は新聞、雑誌記事にて、署名以外にも編集者、著者の自称として用いられる一人称。新聞コラム記事の場合はその欄の名前を取って「○○子（し）」と自称することも多い。「天声人語子」など。例えば、藤沢周平が業界紙編集長としてコラム「甘味辛味」を連載していた時には「甘辛子」（あまからし）を名乗り、「甘辛子もサラリーマンのたしなみとして多少やる」などと使用している。